# Война Володимир Іларіонович
Володи́мир Іларіо́нович Во́йна (Войнов) (21 січня 1868, м. Житомир — † ?) — полковник Армії УНР, начальник частини артилерійського постачання головного артилерійського управління Військового міністерства УНР.

## Життєпис
Походив з родини російського генерала, дворянина з Полтавської губернії. Народився в Житомирі.

## На службі РІА
Закінчив 2-й кадетський корпус, 2-е Костянтинівське військове училище (1887), служив у 33-й артилерійській бригаді. З 1889 — в 2-й резервній артилерійській бригаді. З 1890 — в 37-й артилерійській бригаді. З 1891 — у 3-й Гренадерській артилерійській бригаді. З 1896 — на чолі господарства 3-го Гренадерського артилерійського парку. З 1902 року служив у 3-й резервній артилерійській бригаді. 
З 14 квітня 1908 — підполковник, командир 2-ї батареї 5-ї стрілецької артилерійської бригади. З 17 березня 1916 року — полковник. З 16 листопада 1916 р. — начальник муштрового відділу управління начальника артилерійського постачання штабу Західного фронту. З 25 липня 1917 — командир 1-го дивізіону 81-ї артилерійської бригади.

## На службі УНР
З 12 березня 1918 р. — помічник начальника 3-го відділу Головного артилерійського управління Військового міністерства Центральної Ради. З 18 червня 1918 — в. o. начальника артилерійського відділу при комендант Бахмутського повіту. З 6 липня 1918 року — начальника 3-го відділу артилерійського відділу головного артилерійського управління Військового міністерства Української Держави. 
З 22 жовтня 1918 до кінця 1919 року — начальник частини артилерійського постачання головного артилерійського управління Військового міністерства УНР. 16 листопада 1919 — звільнений від займаної посади та інтернований польською владою. З 17 травня 1920 року — перебував у резерві старшин артилерійського управління Військового міністерства УНР. 
У 1921 році взятий на облік Київською «ЧК» як царський полковник, а в 1925 знятий з обліку. Подальша доля не відома.  